# Маеда Акі
Акі Маеда (яп. 前田 亜季、まえだ あき, нар. 11 липня 1985) — японська акторка і співачка. Молодша сестра Ай Маеда. Відома за роль Норіко Накагави у фільмах «Королівська битва» і «Королівська битва 2».

## Біографія
Закінчила Університет Хосей у 2008 році.

## Фільмографія
- Гамера 3: Помста Іріс (1999)
- Королівська битва (2000)
- Гендзі: Тисячолітнє кохання (2002)
- Повернення кота (2002) (озвучка)
- Королівська битва 2 (2003)
- З цього світу (2004)
- Лінда Лінда Лінда (2005)

## Дискографія

### Студійні альбоми
- - 1999: Winter Tales
  - 2000: Boys be…
  - 2005: we are PARAN MAUM — Paran Maum
  - 2005: Linda Linda Linda

### Сингли
- - 1999: Gomen Ne
  - 2000: Daijōbu (part of the Boys be…)
  - 2000: Genki no SHOWER

## Нагороди
- 2001: Новачок року, нагорода японської Академії: фільм Королівська битва